# Pachnephorus villosus
Pachnephorus villosus – gatunek chrząszcza z rodziny stonkowatych i podrodziny szczerotków. Zamieszkuje Europę i Azję Mniejszą.

## Taksonomia
Gatunek ten opisany został po raz pierwszy w 1825 roku przez Caspara Erasmusa Duftschmidta pod nazwą Eumolpus villosus.

## Morfologia
Chrząszcz o podługowatym, prawie walcowatym ciele długości od 2,8 do 4 mm, bardziej przysadzistym niż u P. syriacus. Ubarwienie ma miedziste do ciemnomosiężnego z czerwonobrunatnymi odnóżami (często z rudymi goleniami) i członami czułków od pierwszego do szóstego. Przedplecze ma całkowicie obrzeżone krawędzie boczne, a powierzchnię gęsto, poprzecznie punktowaną, delikatniej i drobniej w części środkowej, grubiej i głębiej zaś w częściach bocznych. Na błyszczących pokrywach występują rzadkie, jasne łuski, a pomiędzy łuskami szeregi bardzo drobnych punktów. Genitalia samca cechują się mocno zagiętym środkowym płatem edeagusa.

## Rozprzestrzenienie
Gatunek palearktyczny. W Europie znany jest z Austrii, Czech, Słowacji, Węgier, Ukrainy, Rumunii, Bułgarii, Chorwacji, Bośni i Hercegowiny, Serbii, Czarnogóry, Albanii oraz europejskich części Rosji i Turcji, w Azji zaś z anatolijskiej części Turcji. Na „Czerwonej liście gatunków zagrożonych Republiki Czeskiej” umieszczony został jako gatunek krytycznie zagrożony wymarciem (CR). Z Polski podany został błędnie na początku XX wieku.